# Rafael Figueró y Jolís
Rafael Figueró y Jolís(Barcelona, 1669 - 1751) periodista e impresor catalán. Miembro de una dinastía de impresores y estamperos procedentes de El Figueró, Rafael Figueró (pare) se trasladó a Barcelona en 1647. Allí se casó con la hermana del estampero Juan Jolis y empezó a trabajar en su taller. Su hijo continuó el oficio y hacia 1700 imprimía gran cantidad de libros, opúsculos y grabados. Con el advenimiento de la Guerra de Sucesión Española y la entronización de Carlos de Austria en Barcelona, Rafael Figueró recibió privilegio real para imprimir la Gazeta de Barcelona, gazeta oficial del régimen. Durante la Campaña de Cataluña (1713-1714) rebautizó su publicación llamándola Gazeta de Barcelona - Diario del sitio. Tras la guerra perdió el privilegio real pero su hijo Rafael Figueró continuó el oficio hasta la segunda mitad del siglo XVIII. 